# 比耶尔地区圣马丹
比耶尔地区圣马丹（法語：Saint-Martin-en-Bière，法語發音：[sɛ̃ maʁtɛ̃ ɑ̃ bjɛʁ] ⓘ）是法国塞纳-马恩省的一个市镇，位于该省西南部，属于默伦区。

## 地名
法语人名在日常人名译名以及《世界人名翻譯大辭典》、《法语姓名译名手册》等主流人名译名类书籍资料中多译作“马丁”，不过在《世界地名翻译大辞典》、《世界地名译名词典》和《法国地图册》等主流地名译名类书籍资料中多译作“马丹”。

## 地理
比耶尔地区圣马丹（48°26'13"N, 2°34'2"E）面积7.81 平方千米，位于法国法蘭西島大區塞纳-马恩省，该省份为法国北部内陆省份，北起瓦兹省，西接埃松省、马恩河谷省、塞纳-圣但尼省和瓦兹河谷省，南至卢瓦雷省，东南接约讷省，东临马恩省和奥布省，东北接埃纳省。
与比耶尔地区圣马丹接壤的市镇（或旧市镇、城区）包括：阿尔博讷拉福雷、巴尔比宗、比耶尔地区弗勒里、枫丹白露。
比耶尔地区圣马丹的时区为UTC+01:00、UTC+02:00（夏令时）。

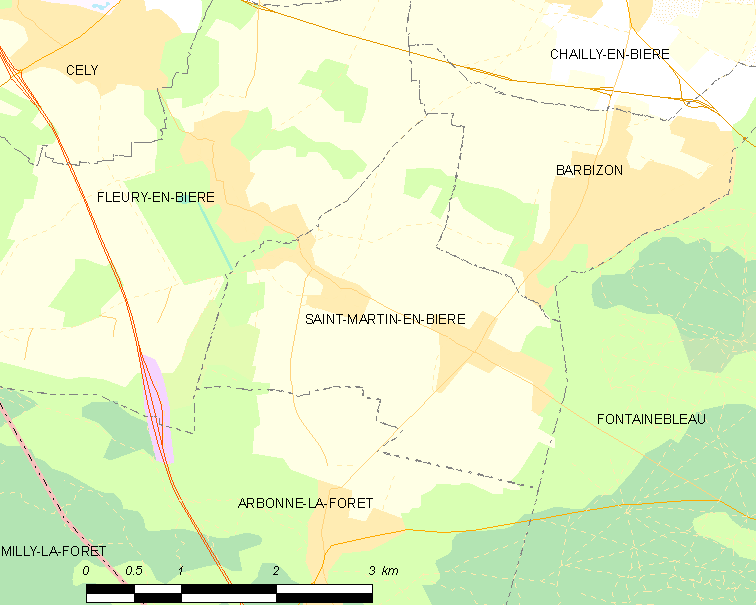
比耶尔地区圣马丹的OSM定位图

## 行政
比耶尔地区圣马丹的邮政编码为77630，INSEE市镇编码为77425。

## 政治
比耶尔地区圣马丹所属的省级选区为枫丹白露县。

## 人口

1962-2008年间比耶尔地区圣马丹人口变化图示

比耶尔地区圣马丹于2022年1月1日时的人口数量为746人。